# Juraj Kucka
Juraj Kucka (n. 26 februarie 1987) este un fotbalist slovac care joacă pe postul mijlocaș pentru echipa italiană din Serie A Parma și pentru echipa națională de fotbal a Slovaciei.

## Cariera pe echipe
Kucka și-a făcut debutul în Superliga Slovaciei pentru MFK Ružomberok la 11 martie 2007. A jucat șase meciuri în primul său sezon. În total, Kucka a jucat 49 de meciuri și a marcat opt goluri pentru Ružomberok. Antrenorul ceh Michal Bílek, care se afla la cârma lui Ružomberok în 2008, l-a recomandat pe Kucka la Sparta Praga. În ianuarie 2009, a semnat un contract pe trei ani pentru Sparta. În sezonul 2009-2010 din prima ligă din Cehia a câștigat campionatul.

### Genoa
La 6 ianuarie 2011 a semnat un contract de patru ani și jumătate pentru suma de transfer de 3,5 milioane de euro cu CFC Genoa (ulterior prelungit cu încă un an până la 30 iunie 2016). El a debutat în meciul de Coppa Italia împotriva lui Inter Milano pe 12 ianuarie 2011. El a fost votat omul meciului de către fanii lui Genoa după egalul scor 1-1 cu AC Milan pe 6 februarie 2011. Kucka s-a integrat rapid în echipă, prezentând o forță fizică remarcabilă și aptitudini tehnice bune, fiind doilea cel mai bun jucător de la Genoa. El a înscris primul gol pentru Genoa într-o victorie scor 2-1 împotriva lui Lazio la 18 septembrie 2011.
La 31 august 2011, ultima zi a perioadei de transfer, Inter și Genoa au ajuns la un acord pentru a face schimb de drepturi federative între Juraj Kucka (8 milioane de euro) și Emiliano Viviano (5 milioane de euro). În iunie 2012, Kucka s-a întors la Genoa unde a jucat în sezonul 2011-2012 fiind împrumutat pentru 6,5 milioane de euro, în timp ce Samuele Longo s-a întors la Inter pentru 7 milioane de euro.

### AC Milan
La 28 august 2015, Kucka a semnat cu AC Milan suma de transfer cifrându-se în jurul valorii de 3 milioane de euro. Milan a plătit, de asemenea, încă un milion de euro unui club nedivulgat. El a debutat la 29 august 2015 într-o victorie de 2-1 împotriva lui Empoli și a marcat primul gol pentru AC Milan pe 9 ianuarie 2016 într-un egal cu AS Roma scor 1-1.

### Trabzonspor
La 7 iulie 2017, Kucka a semnat cu Trabzonspor un contract de trei ani în valoare de 2,25 milioane de euro pe an, suma de transfer fiind de 5 milioane de euro. A devenit al treilea jucător slovac care a ajuns la Trabzonspor în perioada 2016-2017, după Matúš Bero și Ján Ďurica. Trio-ul a fost ulterior completat de către Tomáš Hubočan, împrumutat de la Marseille. La începutul sezonului 2018-2019, Kucka a fost singurul slovac rămas în echipă. În total, Kucka a marcat 3 goluri în 38 de meciuri pentru Trabzonspor.

### Parma
Kucka s-a întors în Italia la 14 ianuarie 2019, când s-a alăturat Parmei. El a declarat că intenționează să înscrie mai multe goluri pentru Parma și să joace mai bine decât când a părăsit Italia cu un an și jumătate în urmă.
El a debutat pentru Parma la primul meci jucat de echipa sa de când a ajuns acolo, când l-a înlocuit pe Alessandro Deiola în minutul 73, cu echipa de Serie A fiind eliminată în meciul din deplasare cu Udinese. Parma a câștigat meciul cu 2-1 cu golurile lui Roberto Inglese și Gervinho.
În cel de-al treilea meci pentru Parma, Kucka a dat primele două pase de gol. La 2 februarie, el i-a pasat lui Barillà în minutul 64 și internaționalului ivorian Gervinho în minutul 74. Parma a reușit să revină în meciul cu Juventus, care se afla pe primul loc, marcând ultimele două goluri ale partidei, ducând scorul la 3-3. Kucka a jucat 86 de minute din acest meci.

## Cariera internațională
Kucka, fost jucător al echipei sub 21 de ani a Slovacia, si-a facut debutul internațional într-un meci amical împotriva Liechtensteinului la 19 noiembrie 2008. Managerul Sloveniei Vladimír Weiss l-a chemat pentru Campionatul Mondial din 2010, în ciuda faptului că Kucka nu a jucat în meciurile de calificare. A jucat în trei partide la Campionatul Mondial: împotriva Noii Zeelande, Italiei și Țărilor de Jos.
Kucka a fost chemată la lot pentru turneul Campionatului European din 2016 din Franța.

## Statistici privind cariera

### Club
Din 5 mai 2019.
| Club          | Sezon         | Campionat     | Campionat | Campionat | Cupă    | Cupă   | Europa  | Europa | Altele  | Altele | Total   | Total  |
| Club          | Sezon         | Divizie       | Meciuri   | Goluri    | Meciuri | Goluri | Meciuri | Goluri | Meciuri | Goluri | Meciuri | Goluri |
| ------------- | ------------- | ------------- | --------- | --------- | ------- | ------ | ------- | ------ | ------- | ------ | ------- | ------ |
| Ružomberok    | 2006–2007     | Super Liga    | 6         | 0         | —       | —      | —       | —      | —       | —      | 6       | 0      |
| Ružomberok    | 2007–2008     | Super Liga    | 24        | 5         | —       | —      | —       | —      | —       | —      | 24      | 5      |
| Ružomberok    | 2008–2009     | Super Liga    | 18        | 3         | —       | —      | —       | —      | —       | —      | 18      | 3      |
| Ružomberok    | Total         | Total         | 48        | 8         | —       | —      | —       | —      | —       | —      | 48      | 8      |
| Sparta Praga  | 2008–2009     | Prima Ligă    | 12        | 3         | —       | —      | —       | —      | —       | —      | 12      | 3      |
| Sparta Praga  | 2009–2010     | Prima Ligă    | 20        | 5         | 2       | 0      | 5       | 1      | —       | —      | 27      | 6      |
| Sparta Praga  | 2010–2011     | Prima Ligă    | 13        | 3         | —       | —      | 11      | 2      | —       | —      | 24      | 5      |
| Sparta Praga  | Total         | Total         | 45        | 11        | 2       | 0      | 16      | 3      | —       | —      | 63      | 14     |
| Genoa         | 2010–2011     | Serie A       | 17        | 0         | 1       | 0      | —       | —      | —       | —      | 18      | 0      |
| Genoa         | 2011–2012     | Serie A       | 26        | 2         | 1       | 0      | —       | —      | —       | —      | 27      | 2      |
| Genoa         | 2012–2013     | Serie A       | 33        | 3         | 2       | 0      | —       | —      | —       | —      | 35      | 3      |
| Genoa         | 2013–2014     | Serie A       | 11        | 2         | 1       | 0      | —       | —      | —       | —      | 12      | 2      |
| Genoa         | 2014–2015     | Serie A       | 34        | 2         | 0       | 0      | —       | —      | —       | —      | 34      | 2      |
| Genoa         | 2015–2016     | Serie A       | 1         | 0         | 0       | 0      | —       | —      | —       | —      | 1       | 0      |
| Genoa         | Total         | Total         | 122       | 9         | 5       | 0      | —       | —      | —       | —      | 127     | 9      |
| Milan         | 2015–2016     | Serie A       | 29        | 1         | 5       | 0      | —       | —      | —       | —      | 34      | 1      |
| Milan         | 2016–2017     | Serie A       | 30        | 3         | 2       | 1      | —       | —      | 1       | 0      | 33      | 4      |
| Milan         | Total         | Total         | 59        | 4         | 7       | 1      | —       | —      | 1       | 0      | 67      | 5      |
| Trabzonspor   | 2017–2018     | Süper Lig     | 25        | 3         | 3       | 0      | —       | —      | —       | —      | 28      | 3      |
| Trabzonspor   | 2018–2019     | Süper Lig     | 8         | 0         | 2       | 0      | —       | —      | —       | —      | 10      | 0      |
| Trabzonspor   | Total         | Total         | 33        | 3         | 5       | 0      | —       | —      | —       | —      | 38      | 3      |
| Parma         | 2018–2019     | Serie A       | 16        | 4         | 0       | 0      | —       | —      | —       | —      | 16      | 4      |
| Total carieră | Total carieră | Total carieră | 323       | 39        | 19      | 1      | 16      | 3      | 1       | 0      | 359     | 43     |

1. ↑  Appearance in Supercoppa Italiana

### Internațional
Începând cu 21 martie 2019
| Echipa națională a Slovaciei | Echipa națională a Slovaciei | Echipa națională a Slovaciei |
| An                           | Meciuri                      | Goluri                       |
| ---------------------------- | ---------------------------- | ---------------------------- |
| 2008                         | 1                            | 0                            |
| 2009                         | 3                            | 0                            |
| 2010                         | 9                            | 0                            |
| 2011                         | 6                            | 1                            |
| 2012                         | 6                            | 0                            |
| 2013                         | 9                            | 1                            |
| 2014                         | 4                            | 2                            |
| 2015                         | 6                            | 0                            |
| 2016                         | 9                            | 2                            |
| 2017                         | 3                            | 0                            |
| 2018                         | 7                            | 1                            |
| 2019                         | 1                            | 0                            |
| Total                        | 64                           | 7                            |

### Goluri internaționale
Din meciul jucat la 16 noiembrie 2018. Secțiunea scor arată scorul după fiecare gol înscris de de Kucka. 
| Nr. | Data              | Stadion                                       | Selecție | Adversar          | Scor | Rezultat | Competiție                           |
| --- | ----------------- | --------------------------------------------- | -------- | ----------------- | ---- | -------- | ------------------------------------ |
| 1   | 10 august 2011    | Wörthersee Stadion, Klagenfurt, Austria       | 17       | Austria           | 1 -0 | 2-1      | Amical                               |
| 2   | 15 noiembrie 2013 | Stadion Miejski, Wrocław, Polonia             | 35       | Polonia           | 1 -0 | 2-0      | Amical                               |
| 3   | 9 octombrie 2014  | Štadión pod Dubňom, Žilina, Slovacia          | 37       | Spania            | 1 -0 | 2-1      | Calificările pentru UEFA Euro 2016   |
| 4   | 15 noiembrie 2014 | Stadionul Philip II, Skopje, Macedonia        | 39       | Macedonia de Nord | 1 -0 | 2-0      | Calificările pentru UEFA Euro 2016   |
| 5   | 29 mai 2016       | WWK Arena, Augsburg, Germania                 | 46       | Germania          | 3 -1 | 3-1      | Amical                               |
| 6   | 11 noiembrie 2016 | Štadión Antona Malatinského, Trnava, Slovacia | 52       | Lituania          | 2 -0 | 4-0      | Calificările pentru CM 2018          |
| 7   | 16 noiembrie 2018 | Štadión Antona Malatinského, Trnava, Slovacia | 63       | Ucraina           | 2 -0 | 4-1      | 2018-19 Liga Națiunilor UEFA Grupa B |

## Titluri

### Club
Sparta Praga
- Gambrinus liga (1): 2009-10
- Supercupa (1): 2010

AC Milan
- Supercoppa Italiana: 2016